# Zilzie
Zilzie ist ein Ort an der Ostküste Queenslands in Australien und zählte im Jahr 2016 2846 Einwohner. Der Name geht als Anagramm auf die Frau eines früheren Grundstückbesitzers namens Lizzie zurück.

## Geografie
Zilzie liegt unmittelbar am Korallenmeer rund 30 Kilometer östlich von Rockhampton und 650 Kilometer nördlich von Brisbane. Seit 2013 ist Zilzie ein Teil des Shire of Livingstone.
Im Westen von Zilzie liegt Coorooman im Landesinnern und im Norden der Ort Emu Park. Östlich des Orts Zilzie befindet sich der Strand und unmittelbar westlich der Capricorn-Coast-Nationalpark, der sich im Süden bis ans Korallenmeer erstreckt. Der Cawarral Creek und der Coorooman Creek ergießen sich am südlichen Ortsende ins Meer.

## Bevölkerungsentwicklung
- 2006: 1153
- 2011: 1890[3]
- 2016: 2713[4]
- 2021: 2846[1]

## Bildung
Zilzie besitzt keine Schulen, jedoch verfügen die Nachbarorte Emu Park, Coorooman und Coowonga über jeweils eine öffentliche Schule.